# Ерлендс-Пойнт-Кіцап-Лейк (Вашингтон)
Ерлендс-Пойнт-Кіцап-Лейк (англ. Erlands Point-Kitsap Lake) — переписна місцевість (CDP) в США, в окрузі Кітсеп штату Вашингтон. Населення — 2935 осіб (2010).

## Географія
Ерлендс-Пойнт-Кіцап-Лейк розташований за координатами 47°35′53″ пн. ш. 122°42′15″ зх. д. / 47.59806° пн. ш. 122.70417° зх. д. (47.598132, -122.704296).  За даними Бюро перепису населення США в 2010 році переписна місцевість мала площу 6,03 км², з яких 4,54 км² — суходіл та 1,49 км² — водойми.

## Демографія
Згідно з переписом 2010 року, у переписній місцевості мешкало 2935 осіб у 1208 домогосподарствах у складі 798 родин. Густота населення становила 487 осіб/км².  Було 1346 помешкань (223/км²).
Расовий склад населення:
| - 82,7 % — білих - 3,5 % — азіатів - 2,9 % — чорних або афроамериканців - 2,0 % — корінних американців - 0,6 % — вихідців з тихоокеанських островів - 2,1 % — осіб інших рас |

До двох чи більше рас належало 6,2 %. Частка іспаномовних становила 7,7 % від усіх жителів.
За віковим діапазоном населення розподілялося таким чином: 21,1 % — особи молодші 18 років, 65,9 % — особи у віці 18—64 років, 13,0 % — особи у віці 65 років та старші. Медіана віку мешканця становила 40,0 року. На 100 осіб жіночої статі у переписній місцевості припадало 100,5 чоловіків;  на 100 жінок у віці від 18 років та старших — 104,1 чоловіків також старших 18 років.
Середній дохід на одне домашнє господарство  становив 67 347 доларів США (медіана — 56 118), а середній дохід на одну сім'ю — 76 317 доларів (медіана — 66 429). За межею бідності перебувало 5,2 % осіб, у тому числі 1,1 % дітей у віці до 18 років та 2,6 % осіб у віці 65 років та старших.
Цивільне працевлаштоване населення становило 1340 осіб. Основні галузі зайнятості: мистецтво, розваги та відпочинок — 16,6 %, освіта, охорона здоров'я та соціальна допомога — 15,3 %, виробництво — 14,7 %.